# Dichorisandra foliosa
Dichorisandra foliosa är en himmelsblomsväxtart som beskrevs av Carl Sigismund Kunth. Dichorisandra foliosa ingår i släktet Dichorisandra och familjen himmelsblomsväxter. Inga underarter finns listade.